# Museo de la Huerta
El Museo de la Huerta o Museo Etnográfico de la Huerta és un museu de temàtica d'habitatges i estils de vida quotidiana situat a un xalet de la postguerra anomenat la Hacienda de los Llanos o de Don Florencio. Està situat prop del Pont Reina Sofia, a quatre kilòmetres del nucli urbà. El museu primigeni va fundar-se el 1948.Fou creat el 1980 desdoblant-se del Museo Arqueológico de la Huerta. Està format per la casa principal i la casa secundària, la cavallerissa i l'alzamara. Té un campanar. L'entrada és gratuita. Fou reconegut el 17 de febrer de 2006 com a museu per la Conselleria de Cultura. Està inclosa a una ruta homologada per la Federación de Deportes de Montaña y Escalada de la Comunidad Valenciana (FEMECV).
S'ha arribat a afirmar que s'han descuidat els accessos al museu i que açò ha suposat una pèrdua d'interés per visitar-lo. Conté l'última alzamara de sang que s'utilitzà al terme, immobles tradicionals, representacions dels traballs de la Huerta, les activitats artesanals, elements de dins les llars, vehícles de transport tradicional, i altres.